# Uning (Pegasing)
Uning is een bestuurslaag in het regentschap Aceh Tengah van de provincie Atjeh, Indonesië. Uning telt 512 inwoners (volkstelling 2010).